# هيلين أميرة أورليان
هيلين أميرة أورليان (بالفرنسية: Hélène d'Orléans) (13 يونيو 1871 - 21 يناير 1951) كانت إلإبنه الثالثة لالأمير فيليب، كونت باريس وزوجته ماري إيزابيل أميرة أورليان.